# Matchless Model 6 5 HP TT Twin
Het Matchless Model 6 5 HP TT Twin was een motorfiets die het Britse merk Matchless in 1912 op de markt bracht.

## Voorgeschiedenis
Matchless was in 1878 opgericht als rijwielfabriek door Henry Herbert Collier. In 1899 begon Collier te experimenteren met clip-on motoren van De Dion, die hij eerst boven het voorwiel, later onder het zadel en uiteindelijk bij de trapperas monteerde. In de loop van de jaren nul werd een flink aantal motorfietsmodellen gebouwd, altijd met inbouwmotoren van andere bedrijven, zoals MMC, MAG, Antoine, White & Poppe en vooral JAP. Collier's zoons Harry (1884) en Charlie (1885) kwamen al op jonge leeftijd in het bedrijf en zorgden voor veel reclame in de motorsport. Zij waren de mede-initiatiefnemers van de Isle of Man TT, die ze beiden (Charlie 2x en Harry 1x) wisten te winnen met motorfietsen uit het eigen bedrijf. Rond 1909 waren ze ook al betrokken bij de ontwikkeling van nieuwe modellen, waaronder hun eigen racemotoren. In 1912 ontwikkelden de broers al hun eigen motorblokken.

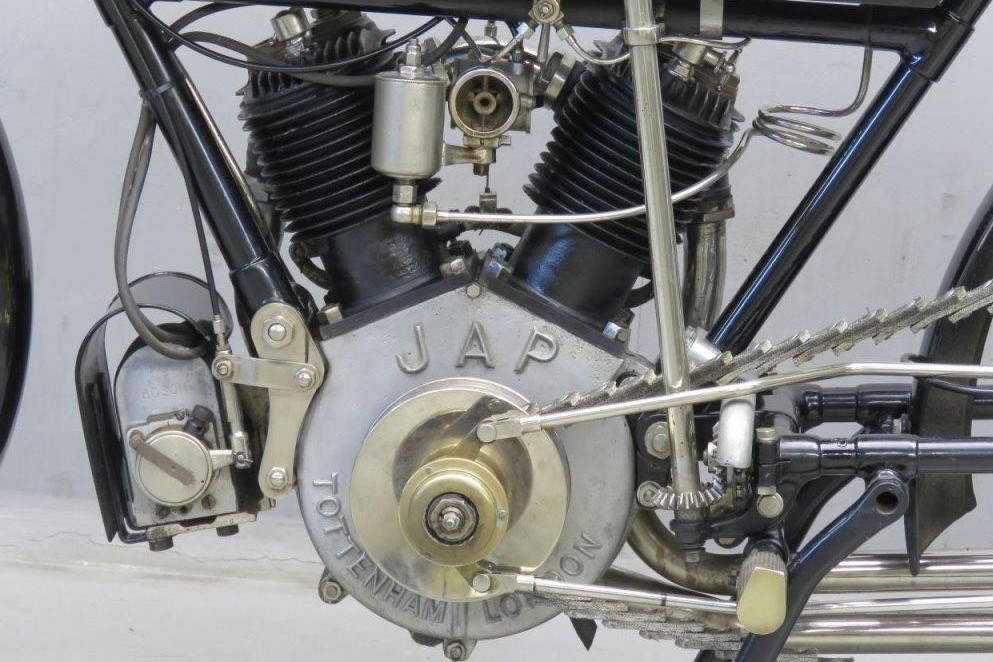
Het versnellingssysteem van Matchless werd in licentie van Zenith gebruikt. Hier is het gemonteerd op de Zenith-JAP uit 1912.

## Model 6 5 HP TT Twin
Het Model 6 5 HP Twin was een echte sportmotor. De gebroeders Collier gebruikten hier geen eigen motor, maar vielen terug op de gebruikelijke inbouwmotor van JAP. In dit geval was het zelfs een kopklepmotor met stoterstangen, een in kogellagers draaiende krukas en ook de Bosch-ontstekingsmagneet had kogellagers. De constructie was eenvoudig. De machine had een open brugframe waarin het blok aan de voor- en achterkant was vastgeschroefd. Voor zat een girdervork met centrale veer en een velgrem voor de beremming. Het achterwiel was ongeveerd en werd beremd door een belt rim brake. De standaard overbrengingsverhouding tussen krukas en achterwiel was 1:3½, maar de krukaspoelie was verstelbaar en maakte verhoudingen van 1:3¼ tot 4¼ mogelijk. Wellicht was dat gedaan om de riemspanning constant te houden, want klanten konden als extra kiezen voor de "Matchless Six Speed Gear", een systeem met verstelbare voorpoelie dat gekocht was van Zenith, waar het de naam "Zenith Gradua Gear" droeg. Klanten konden ook kiezen voor een tank in torpedovorm zoals die in races werden gebruikt. 
In tegenstelling tot de kleinere Matchless Model 4 3½ HP TT kon dit model niet door amateurs in de TT van Man worden ingezet. Daarvoor was de cilinderinhoud te groot. Het was waarschijnlijk een machine die verwees naar de 750cc-V-twin waarmee Charlie en Harry Collier in de TT van 1910 eerste en tweede waren geworden. De machine kostte 56 Guineas, compleet met gereedschapstas, boordgereedschap, twee standaards en kentekenplaten. De Matchless Six Speed Gear kostte 10 Guineas extra. Voor dit model was ook een Brooklands drops-racestuur verkrijgbaar.